# James Alcock
Pour les articles homonymes, voir Alcock.
James E. Alcock (né en 1942) enseigne la psychologie à l'Université d'York (Canada) depuis 1973. Alcock est principalement connu pour ses critiques de la parapsychologie et pour son implication au sein du Committee for Skeptical Inquiry (CSI). Il participe à l'édition du magazine The Skeptical Inquirer, dont il est aussi un contributeur régulier. Il a été chroniqueur pour le magazine Humanist Perspectives.
Son ouvrage Parapsychologie : science ou magie ? a joué un rôle important dans la création du domaine de recherches de la psychologie anomalistique ou psychologie des expériences inhabituelles .
En 1999, il a été nommé parmi les dix sceptiques les plus remarquables du XXe siècle par un jury composé d'acteurs du mouvement sceptique. En mai 2004 le CSI remet à Alcock sa plus haute distinction : In Praise of Reason Award.
Alcock est également un illusionniste amateur et membre de l'International Brotherhood of Magicians (en).

## Carrière
James Alcock a été accueilli à la Canadian Psychological Association pour sa « grande contribution à l'avancement de la science, principalement en psychologie ».

## Scepticisme
Alcock apparaît pour la première fois à la télévision dans l’émission The Education of Mike McManus,  sur TVOntario en 1974. Il participait à un débat avec un parapsychologue et un guérisseur à propos des recherches scientifiques sur le paranormal. Lorsqu'il lui fut demandé s'il envisageait la possibilité de l’existence du Psi, Alcock répondit qu'il n'y avait pour le moment aucune recherche sérieuse capable de le convaincre.
« Les recherches qui ont été menées jusqu'ici […] sont pleines de défauts méthodologiques […] et ne peuvent prétendre satisfaire les exigences de la science. Jusqu'à ce que les parapsychologues puisse présenter des preuves capables de satisfaire les critères scientifiques, il n'y a pas de raison d'engager des recherches. Pour le moment, il n'y a toujours pas de phénomène à observer. » 
En 1976, Alcock a participé à l'organisation de la conférence lors de laquelle a été fondé le CSICOP Committee for the Scientific Investigation of Claims of the Paranormal (Comité pour l'Investigation Scientifique des prétentions paranormales), devenu ensuite le CSI Committee for Skeptical Inquiry (Comité pour l'Investigation Sceptique). Il a été immédiatement invité à en devenir membre, et fut nommé au Conseil exécutif quelques années plus tard.

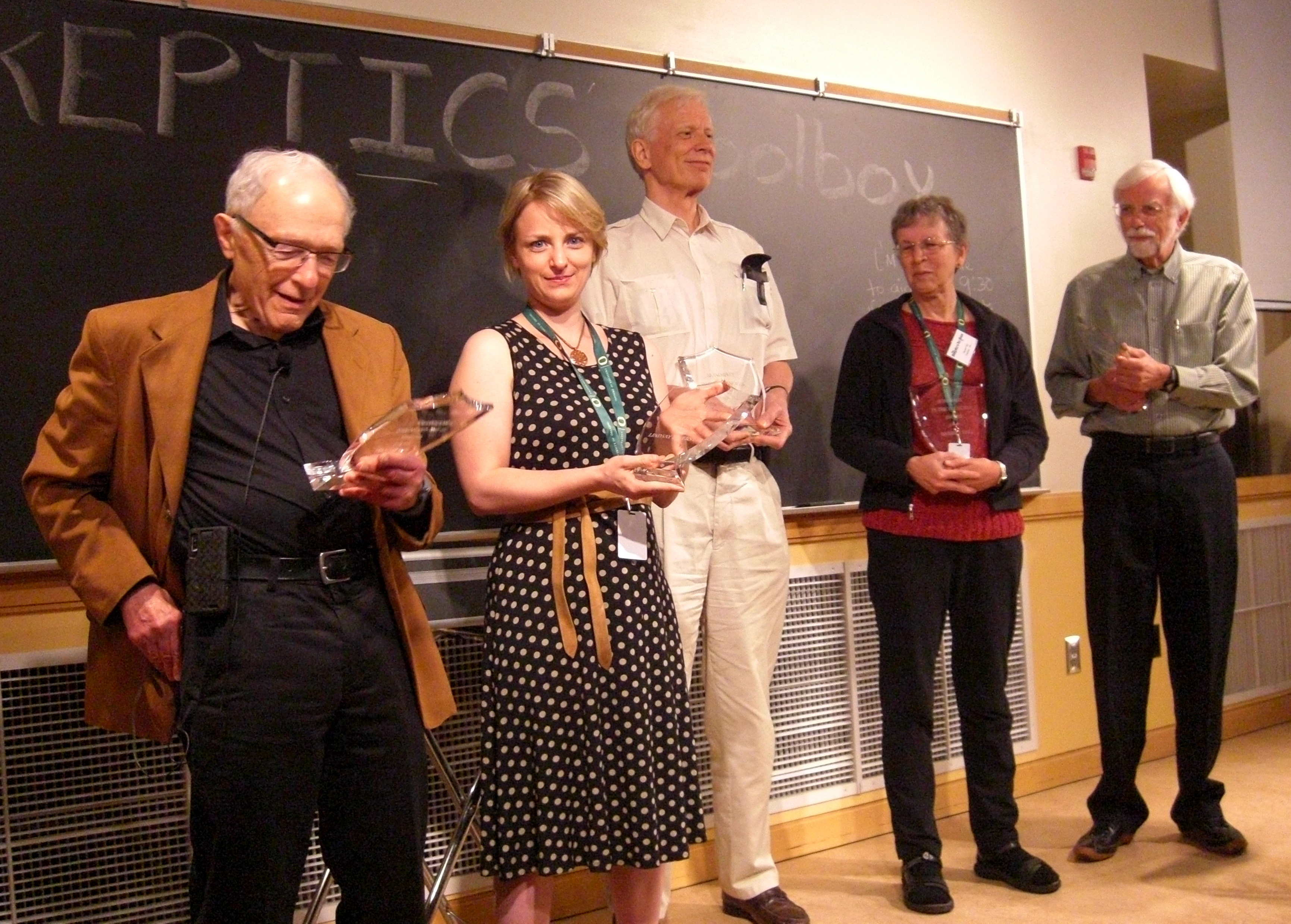
Les membres de la Boîte à outils du sceptique 2012 (Skeptic's Toolbox 2012), présentés par Carl et Ben Baumgartner, avec le prix honorifique dans les tranchées. Ray Hyman, Lindsay Beyerstein, James Alcock, Harriet Hall et Loren Pankratz

Longtemps membre de l'école ouverte Skeptic's Toolbox(la Boite à Outils du Sceptique), Alcock donna des cours d'initiation à l'esprit critique dans des ateliers destinés à transmettre aux participants des outils intellectuels critiques que l'on peut utiliser dans la vie de tous les jours.
Alcock a déclaré à un journaliste du The Register-Guard (un quotidien de l'Oregon) qui couvrait les conférences de 2003 : « Beaucoup de gens prétendent parler au nom de la science… Nous incitons les gens à prendre en compte les preuves scientifiques, mais comment (dans le cas d'un témoignage d'expert devant les tribunaux par exemple) pouvons nous décider qui écouter ? » Et à propos de la presse écrite : « Il y a beaucoup de choses totalement absurdes qui sont publiées. C'est pourquoi les ateliers comme ceux de notre Boite à Outils du Sceptique sont si importants. »
En octobre 2004, Alcock a pris la parole au World Skeptics Congress en Italie. En tant que membre du conseil exécutif du CSI, il a présenté la session d'ouverture du 6e World Skeptic Congress 2012 à Berlin. Il a retracé l'histoire du mouvement sceptique moderne, depuis la création du CSICOP en avril 1976 à Buffalo, NY.

En 2017, à la conférence CSICon, dans une interview réalisée par Susan Gerbic, il déclare :
« La poursuite de la science devrait être orientée vers la recherche d’explications, quelles qu’elles soient, plutôt que vers la recherche d’explications préférées. La parapsychologie vise à trouver des preuves de l’existence de phénomènes paranormaux, plutôt qu’à expliquer les expériences étranges et anormales que les gens ont de temps en temps. Les parapsychologues montrent peu d’intérêt pour les explications normales de ces expériences, car ils sont déterminés à trouver des preuves d’un effet paranormal. Leur engagement est tel que les échecs à reproduire ces expériences, plutôt que de suggérer qu’il n’y a peut-être rien là-bas (l’hypothèse nulle), sont réinterprétés comme un nouveau supposé “effet”. »
Le journal San Francisco Chronicle demanda à Alcock son avis à propos des phénomènes de voix électronique et des instruments des chasseurs de fantômes. Il répondit : « Il peut exister plusieurs explications à propos de ces soi-disant voix venues de l'au-delà. Les instruments ont très bien pu enregistrer des échos déformés d’émissions de radio. Il peut également s'agir d'Apophénie, c'est-à-dire qu'il s'agit de sons divers que l'on peut interpréter comme des voix alors qu'elles n'en sont pas. »

## Analyse des travaux de Robert Jahn
En explorant toutes les recherches parapsychologiques impliquant des générateurs d'événements aléatoires, Alcock mit en évidence plusieurs problèmes méthodologiques importants, et ces problèmes étaient si graves qu'ils invalidaient les conclusions de ces différentes études. Une grande partie de ces études ont été effectuées au laboratoire Princeton Engineering Anomalies Research (PEAR) sous la direction de Robert Jahn.
En plus de ces graves problèmes méthodologiques, il est apparu que si l'on devait supprimer les données relatives à un seul participant en particulier, les résultats de l'étude n'étaient plus statistiquement significatifs. Le fait que le participant en question n'était autre que la personne qui a mis en place et supervisé la recherche pour le Dr Jahn est naturellement de nature à rendre l'étude suspecte,.

## L'hypothèse nulle

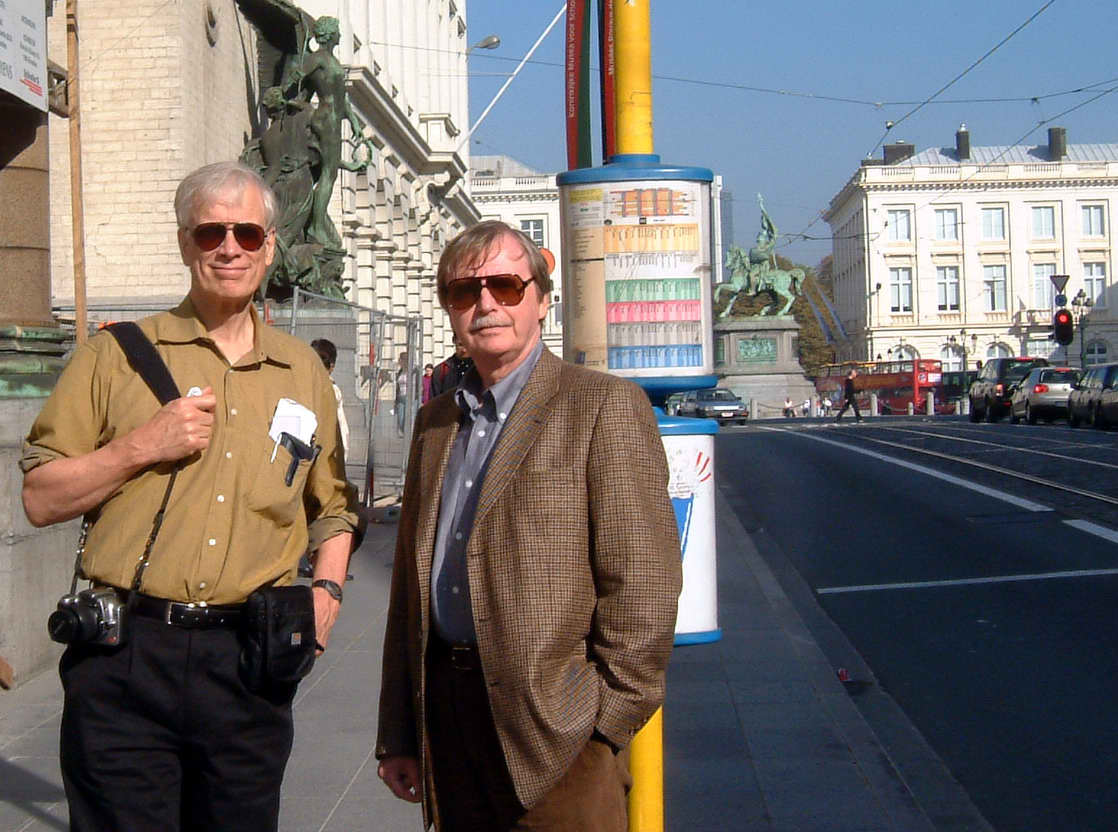
James Alcock et à Bruxelles

En 2003, James Alcock publie James Alcock, « Donnons une chance à l'hypothèse nulle : les raisons de douter de l'existence du psi », où il affirmait que les parapsychologues semblent ne jamais envisager la possibilité que le psi n'existe pas. À cause de cela, lorsqu'une expérience donne un résultat nul, ils se contentent de conclure qu'il était impossible d'observer psi dans ces conditions particulières, plutôt que de le prendre comme une raison de douter de l’existence du psi. L'incapacité à envisager l'hypothèse nulle comme une alternative sérieuse les conduit à s'appuyer sur un certain nombre de « suppositions » arbitraires pour justifier l'incapacité à mettre en évidence les effets attendus, pour justifier un manque de cohérence dans les résultats, et pour justifier les échecs de réplication.
Selon Alcock, les problèmes endémiques inhérents à la recherche parapsychologique comprennent entre autres :
- une définition insuffisante du sujet ;
- le fait que leurs phénomènes reposent entièrement sur des définitions négatives (par exemple, ils prétendent que le psi ne se manifeste que lorsqu'on peut exclure toutes les explications prosaïques) ;
- incapacité à produire un seul phénomène pouvant être reproduit de façon indépendante par des chercheurs indépendants ;
- l'invention de concepts tels que l'effet mouton-chèvre pour justifier un manque de cohérence dans les résultats ;
- des prétentions infalsifiables ;
- des effets non prédictibles par les modèles ;
- aucun progrès sur le sujet après un siècle de recherches assidues ;
- des faiblesses méthodologiques ;
- le fait de se reposer systématiquement sur les statistiques pour déterminer si le psi s'est manifesté ou pas dans telle expérience, même lorsque l'analyse statistique en elle-même ne justifie pas une telle affirmation ;
- incapacité à s'inscrire au sein des autres domaines de la science.

Et surtout, il fait remarquer qu'en parapsychologie, il ne peut exister aucune preuve qui serait susceptible de mener à la conclusion que le psi n'existe pas. Sans falsifiabilité, les recherches parapsychologiques pourront perdurer indéfiniment. Notons que la non falsifiabilité exclut toute démonstration au sens de Popper.
« Je continue à croire que la parapsychologie est, au fond, guidée par des croyances et à la recherche de données pouvant les confirmer, et non guidée par les données et à la recherche d'explications. »

## Les expériences de Bem

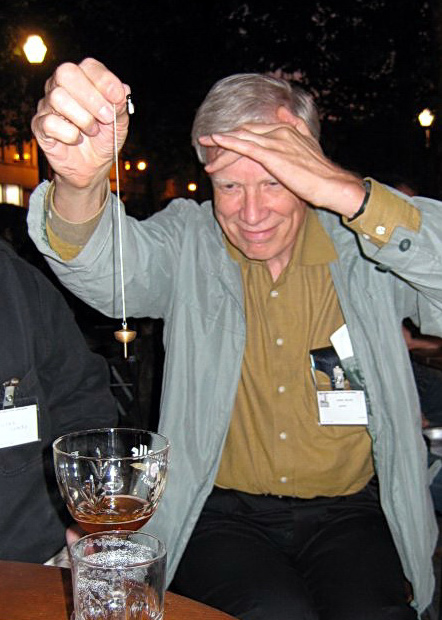
James Alcock pratique la radiesthésie sur une bière à l'Euroskeptics 2005 à Bruxelles. Titre de sa conférence : L’Attrait des médecines alternatives.

En 2011, une étude dirigée par Daryl Bem a été fortement médiatisée : Feeling the Future: Experimental Evidence for Anomalous Retroactive Influences on Cognition and Affect (Prédire l'avenir : la preuve expérimentale de influence rétroactive sur la cognition et les émotions). James Alcock a réagi avec cet article : Back from the Future: Parapsychology and the Bem Affair (Retour de l'avenir : la parapsychologie et l'affaire Bem) en déclarant : « Les expériences de Bem suggèrent que le futur des individus peuvent influencer leurs réponses dans le présent. Un examen attentif de ces données révèle de graves lacunes dans la méthodologie et l'analyse statistique, des lacunes suffisantes pour invalider cette interprétation. »
Après avoir évalué les neuf expériences de Daryl Bem, Alcock a décelé l'équivalent métaphorique de « tubes à essai mal rincés », c'est-à-dire de graves lacunes méthodologiques, telles que la modification des procédures en cours d’expérience, ou la combinaison de résultats de plusieurs expériences avec différents taux de significativité. Le nombre réel d’expériences menées est inconnu, et aucune explication n'est donnée sur la façon dont les participants ont rapporté avoir vu les images érotiques. Alcock conclut que quasiment chaque aspect susceptible de poser problème avec ces 9 expériences devient effectivement un problème. La réponse de Bem à la critique de Alcock est en ligne sur le site du Skeptical Inquirer et Alcock répondit à ces commentaires dans un troisième article sur le même site.

## Vie personnelle

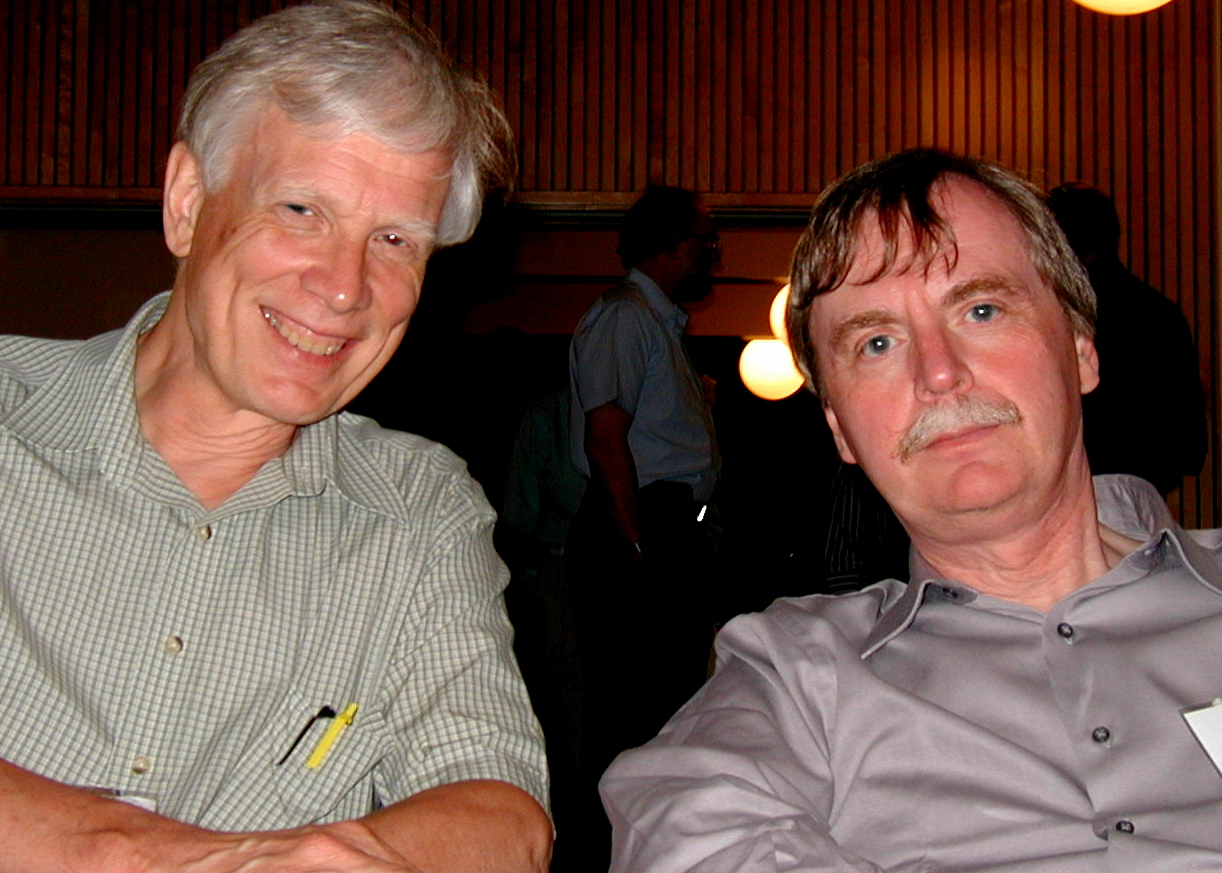
James Alcock et Barry Beyerstein à la Skeptic's Toolbox

Marié à Karen Hanley. Son fils Erik Alcock est un musicien compositeur/interprète ; on retrouve deux de ses morceaux sur l'album Recovery d'Eminem (2010).

## Citations

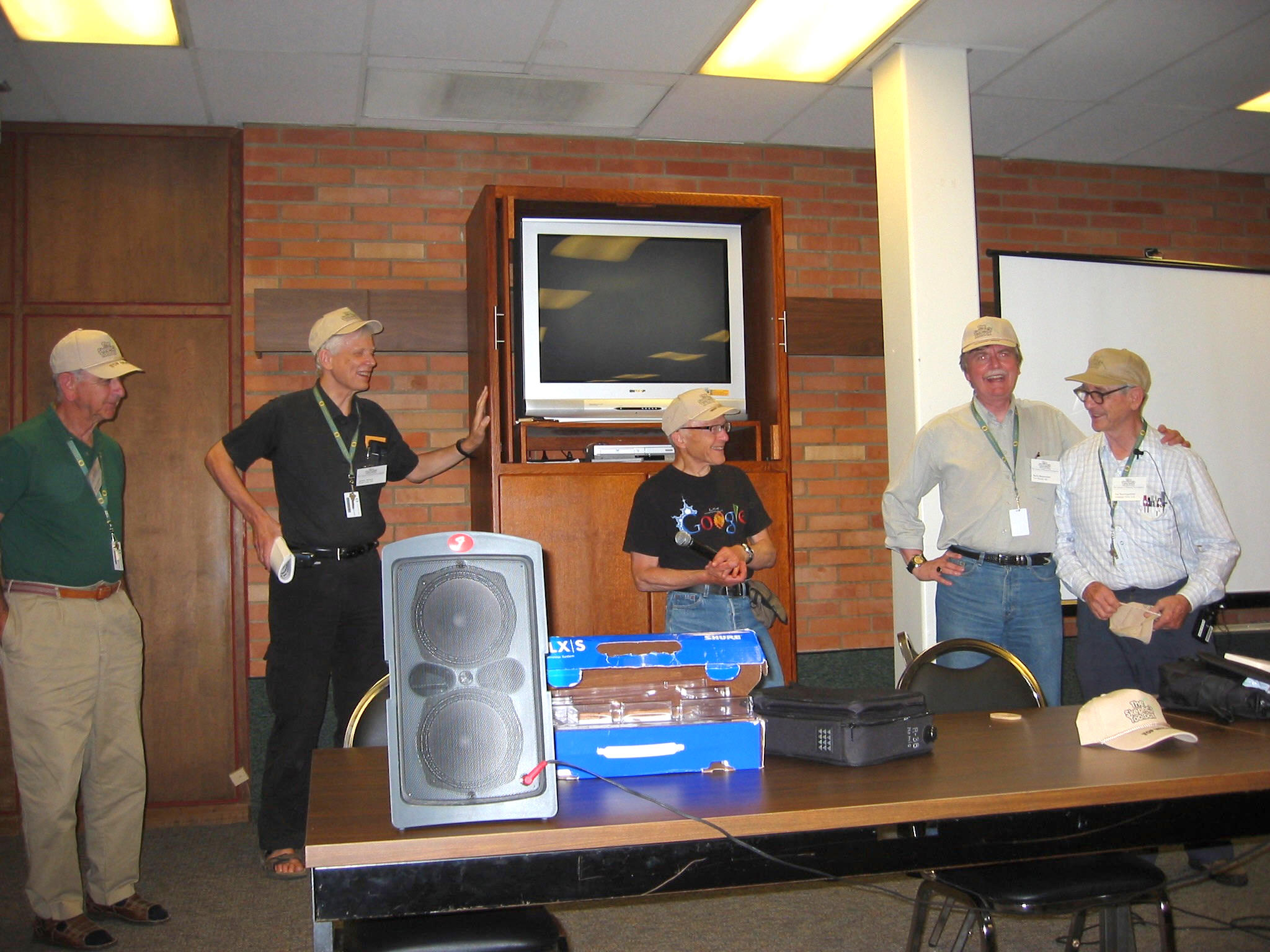
Ben Baumgartner (à droite) présente l'école ouverte La Boîte à outils du sceptique. De gauche à droite Wallace Sampson, James Alcock, Ray Hyman et Barry Beyerstein, août 2005

- « Nous avons tous en nous une part d'irrationalité qui a tendance à être activée lorsque nous sommes motivés par la cupidité ou la peur[24]. »

- Interviewé pour LA Times, Alcock déclare que le cerveau « est un système de traitement de données complexes, tout aussi sujet aux défaillances de mémoire et à l'émotion qu'il l'est à la raison. » Il compare notre cerveau à « une machine qui produit des croyances sans se soucier de ce qui est réel et ce qui ne l'est pas[25]. »

- Le New York Times a demandé à Alcock pourquoi les gens intelligents croient aux phénomènes paranormaux, en particulier les personnes vivant à Hollywood. Il a répondu : « La plupart des gens ont été éduqués pour faire cohabiter en eux deux systèmes de croyance différents : le rationnel, qui dirige la plupart des décisions de notre vie, et le transcendantal, qui dirige notre foi ou notre spiritualité. Il est donc facile pour eux de faire le petit saut intellectuel qui consiste à laisser leurs désirs transcendantaux se glisser dans leurs affaires quotidiennes, surtout lorsqu'il s'agit de leurs perspectives professionnelles, de leurs intérêts financiers ou de leurs histoires d'amour. La foi, quelle que soit la forme sous laquelle elle se manifeste, peut nous apporter un grand réconfort et une sensation de contrôle. Les gens qui pensent avoir les astres de leur côté se sentent souvent supérieurs aux simples mortels[24]. »

- « Préparez-vous à l'éventualité que le phénomène n'existe tout simplement pas[26]. »

- À propos de la raison pour laquelle la science académique fait peu de recherche sur le paranormal, il répond que « s'ils (les parapsychologues) pouvaient fournir des données valables montrant l’existence de quelque chose de paranormal, ils seraient submergés par une horde de psychologues et de physiciens qui se précipiteraient dans ce domaine de recherche[26]. »

## Principales publications

### En français
- James Alcock, Parapsychologie : science ou magie ?, Paris, Flammarion, 1992, 379 p. (ISBN 2-08-211174-1)

### En anglais
- James Alcock, Science and Supernature : A Critical Appraisal of Parapsychology, Prometheus Books, 1990, 186 p. (ISBN 0-87975-548-2)
- James Alcock, Parapsychology, Science or Magic? : A Psychological Perspective, Pergamon Press, 2005, 224 p. (ISBN 0-08-025773-9)
- James Alcock, Psi Wars : Getting to Grips with the Paranormal, Imprint Academic, 2003 (ISBN 0-907845-48-7)
- James Alcock D.W. Carment, S.W. Sadava, A Textbook of Social Psychology (6th ed.), Pearson Education Canada, 2005, 589 p. (ISBN 0-13-121741-0)
- Social Psychology: Global Perspectives (à paraître en 2013) pour Sage Publications (coauteur Stan Sadava)
- "Electronic Voice Phenomena: Voices of the Dead?"
- In Praise of Ray Hyman
- The Belief Engine